# Symmetrix
Symmetrix ist der Markenname für Storagesysteme des Herstellers EMC. Die ersten Modelle wurden in den 1980er-Jahren entwickelt und vertrieben.

## Geschichte
1990 begann die Vermarktung der ersten Symmetrix-Systeme, die den Beinamen ICDA (Intelligent Cached Disk Array) hatten, da zusätzlich zu den verwendeten Platten das System primär von intelligentem Cache (Memory) Management profitierte. Die Maximalkapazität des Systems betrug damals 24 GB.
Parallel zur Weiterentwicklung der Hardware begann die Entwicklung von Software, die Funktionen der Hosts übernahmen – unter anderem SRDF (Symmetrix Remote Data Facility – synchrone Datenspiegelung zwischen mehreren Symmetrix-Systemen) im Jahr 1993, TimeFinder (Split Mirror-Mechanismus innerhalb eines Symmetrix-Systems) im Jahr 1997 und vielen Softwareprodukten mehr.
Mit der dritten Modellgeneration wurden ab 1994 neben Mainframe-Systemen auch Open Systems Plattformen (UNIX, Windows NT, AS/400) in gemischtem Betrieb auf demselben System unterstützt. 2005 ermöglichte die Symmetrix DMX-3 erstmals Gesamtspeicherkapazitäten von über einem Petabyte. Seit 2016 werden die VMAX 3 Systeme auch ohne drehende Platten als All Flash Arrays angeboten.

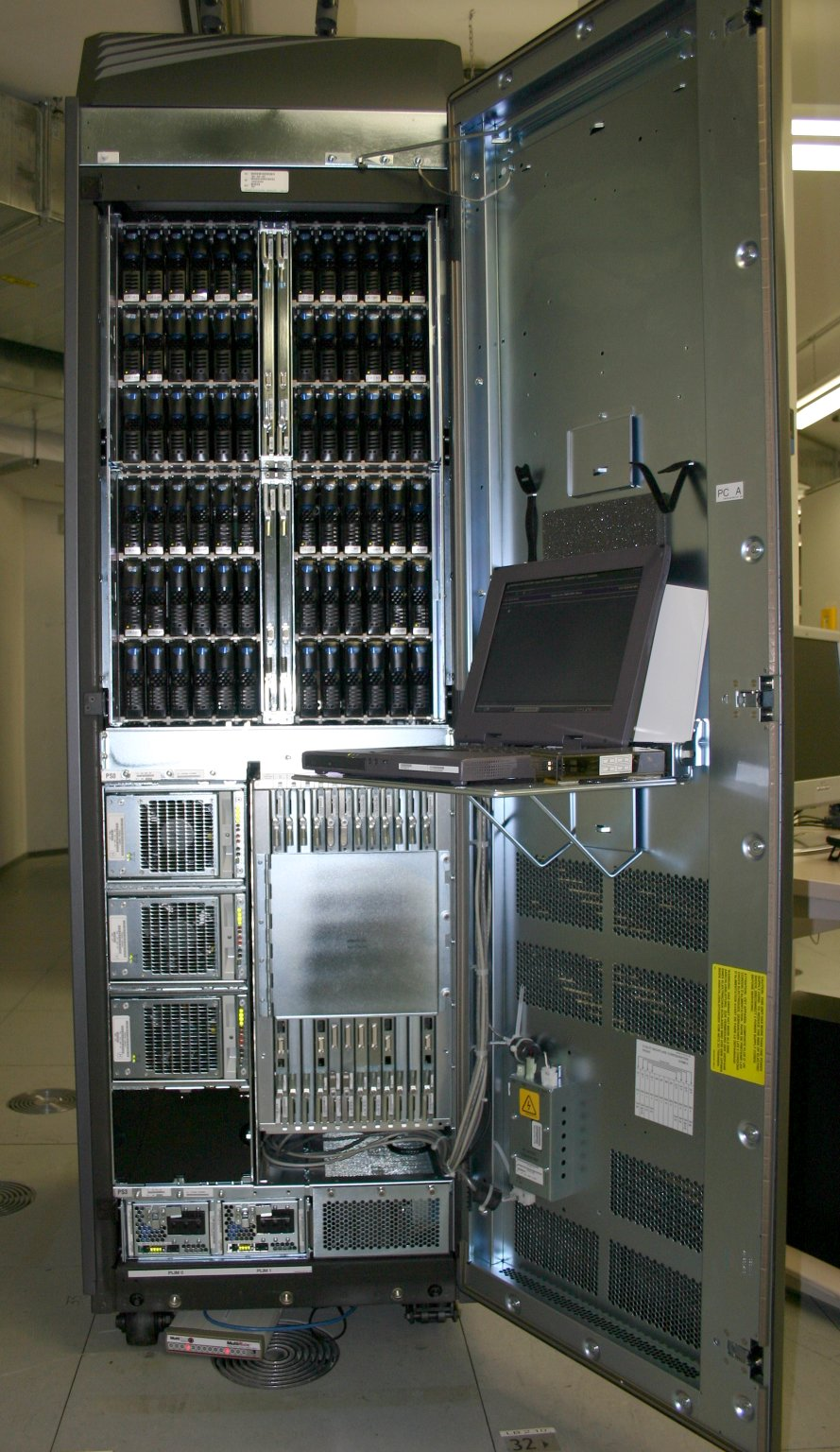
Symmetrix DMX1000

## Modelle
| Generation     | Modelle                                     | Produktionsjahre | Festplatten (max.)      | Speicher (max.)         |
| Symm2          | 4000, 4400, 4800                            | 1992             | 24                      |                         |
| Symm3          | 3100, 3200, 3500                            | 1994             | 32 / 96 / 128           | 4 GB                    |
| Symm 4.0       | 3330/5330, 3430/5430, 3700/5700             | 1996             | 32 / 96 / 128           | 8 GB / 16 GB            |
| Symm 4.8       | 3630/5630, 3830/5830, 3930/5930             | 1998             | 32 / 96 / 256 / 384     | 8 GB / 16 GB            |
| Symm 5.0       | 8430, 8730                                  | 2000             | 96 / 384                | 32 GB                   |
| Symm 5.5       | 8230, 8530, 8830                            | 2001             | 48 / 96 / 384           | 32 GB                   |
| DMX, DMX2      | DMX-1000, DMX-2000, DMX-3000                | 2003             | 144 / 288 / 576         | GB / 64 GB / 128 GB2    |
| DMX3, DMX4     | 1500, 2500, 3500, 4500                      | 2005             | 240 / 960 / 1440 / 2400 | 64 / 144 / 216 / 256 GB |
| VMAX           | VMAX, VMAX-SE, VMAX 10K, VMAX 20K, VMAX 40K | 2009+            | 1080 / 2400 /3200       | 512 / 1024 / 2048 GB    |
| VMAX 3         | VMAX 100K, 200K, 400K                       | 2015             | 1440 / 2880 / 5760      | 2TB / 8TB / 16 TB       |
| VMAX ALL Flash | VMAX 250F, 450F, 850F                       | 2016             | ? / 960 / 1920          | 1PB / 2PB / 4PB         |

## Features
- TimeFinder, TimeFinder/Clone — Local Replication
- Symmetrix Remote Data Facility (SRDF) supports remote replication
- Symmetrix Optimizer -- Dynamical swap disks based on workload
- Symmetrix command line interface (SymmCli)
- SymmWin, Eguinuty -- Symmetrix GUI console (since Symm3, Symm4 models)
- AnatMain — Symmetrix Pseudo-GUI console (before Symm 3, Symm4 models)
- Symmetrix remote console (SymmRemote)
- FAST -- Fully automated storage tiering
- FTS -- Federated tiered storage
- ECC --EMC Control Center

## VMAX
Die letzte Generation VMAX3 wurde unter den Gesichtspunkten Reduzierung der Komplexität, maximale Performance, massive Skalierbarkeit, allerhöchste Verfügbarkeit und höchste Packungsdichte für minimalen Stellplatzverbrauch entwickelt. Bei weiterhin 8 Engines und max. 16 TB Cache können bis zu 5.760 Festplatten unterschiedlichster Größen und Umdrehungsgeschwindigkeiten verbaut werden.
Die Gerätegeneration VMAX3 kann entweder komplett mit Flash-Speicher betrieben werden, oder als Hybridsystem mit Flash Drives und Festplatten unterschiedlichster Größen und Umdrehungsgeschwindigkeiten betrieben werden. Seit 2016 sind die VMAX3 Systeme auch für IBM zSeries nutzbar aufgrund des FICON-Anschluss. Die entwickelte Host-Software zDP (zSeries Data Protector), in Kombination mit der SnapVX Technik des Speichersystems, ermöglicht es, in zeitnahen Abständen von bis zu 10 Minuten seine Mainframe-Umgebung effizient zu sichern und konsistent Point-in-Time-Kopien erstellen zu können. Diese Kopien dienen in erster Linie der sehr schnellen Wiederherstellung von großen Datenmengen bei z. B. Datenkorruption oder menschlichem Versagen.